# Rowe (Nowy Meksyk)
Rowe – jednostka osadnicza w Stanach Zjednoczonych, w stanie Nowy Meksyk, w hrabstwie San Miguel.